# Henk van Lijnschooten
Henk (Hendrikus) Cornelis van Lijnschooten (Den Haag, 28 maart 1928 – Hendrik-Ido-Ambacht, 1 november 2006) was een Nederlands componist, dirigent en muziekpedagoog, die ook onder de pseudoniemen Michiel van Delft en Ted Huggens gecomponeerd heeft.

## Levensloop
Heel vroeg kwam hij met muziek in contact. Als een van de eersten voltooit hij aan de toenmalige Volksmuziekschool de zesjarige Algemene Muzikale Vorming van de bekende Willem Gehrels. Daarna kreeg hij op de muziekschool van zijn geboortestad viool-, saxofoon- en klarinetlessen. Zijn eerste studies maakte hij bij Fritz Koeberg (1876–1961) in muziektheorie, compositie en dirigeertechniek. Hij voltooide een studie directie van harmonie- en fanfare-orkesten aan het Koninklijk Conservatorium in Den Haag.
In 1946 volgt zijn aanstelling als klarinettist bij de Koninklijke Militaire Kapel. In die periode begint ook zijn carrière als dirigent van amateurorkesten. Met collega's ontwerpt hij de eerste leerplannen voor de federatieve examens.
In 1957 werd hij tot dirigent van de Marinierskapel der Koninklijke Marine benoemd, als opvolger van Gijsbert Nieuwland en bleef in deze functie tot 1964. Met dit orkest maakte hij concertreizen door Europa en naar de Verenigde Staten van Amerika.
Van 1965 tot 1970 was hij docent voor houtblazers aan het Rotterdams Conservatorium. Daarna was hij docent voor directie van harmonie- en fanfareorkesten aan het ArtEZ Conservatorium te Arnhem en hij doceerde ook aan het Utrechts Conservatorium in Utrecht.
In 1985 werd hij onderscheiden als Ridder in de Orde van Oranje-Nassau. In 2003 werd hij met de Prijs Nederlandse Blaasmuziek onderscheiden. Verder is hij drager van La Médaille pour le Mérite des Arts, Sciences et Lettres van de Académie Française.
Van Lijnschooten gold als een voor Nederland en ver daarbuiten toonaangevende componist.

## Composities

### Werken voor harmonie- en fanfareorkesten
- 1950 Kleine Klassieke Ouverture
- 1961 Retraite Française
- 1962 Rhapsodie over zeemansliedjes, voor harmonie- of fanfareorkest
- 1963 Nederlandse Suite, voor harmonie- of fanfareorkest
- 1965 De Geuzen in de Bomlerwaard, voor harmonie- of fanfareorkest
- 1966 Concertante Torenmuziek
- 1966 Hanselijn, ballade voor fanfareorkest
- 1966 Klokkenfeest
- 1966 Vaderlandse rapsodie, voor harmonie- of fanfareorkest
- 1966 Vastenavondmuziek, voor harmonieorkest
- 1967 Kleine suite over volksliederen, voor harmonie- of fanfareorkest
- 1967 Ouverture voor een taptoe
- 1968 Cecilia's Dance
- 1968 Jeu de Cuivre, voor fanfareorkest
- 1968 Kleine Speelmuziek, voor harmonie- of fanfareorkest (gecomponeerd voor het Festival voor eigentijdse blaasmuziek in Uster (Zwitserland) in 1968)
- 1968 Rhapsody from the Low Countries, voor harmonie- of fanfareorkest
- 1968 The Girl and the Drummer
- 1969 Acht klankstudies
- 1969 Count Seven
- 1969 Drie Oud-Hollandse taferelen, voor harmonie- of fanfareorkest
- 1970 Vier Impressies, voor harmonie- of fanfareorkest
- 1971 Le Premier Jeu, voor harmonie- of fanfareorkest
- 1971 Overture for Fun, voor harmonieorkest

- 1973 Varities over een Frans volkslied
- 1975 Suite uit het Antwerpse Dansboek (1583), voor harmonie- of fanfareorkest
- 1975 Rhapsodie Française, voor harmonie- of fanfareorkest
- 1976 Variations on a Japanese Folksong, voor harmonieorkest
- 1977 Stromingen, voor fanfareorkest
- 1977 Three Caprices for Band, voor harmonie- of fanfareorkest (gecomponeerd voor het Festival voor eigentijdse blaasmuziek in Uster (Zwitserland) in 1977)
- 1978 Acht Adagios
- 1978 United Youth
- 1978 Three Folk Sketches, voor harmonie- of fanfareorkest
- 1978 Suite on a Hymn, voor harmonie- of fanfareorkest
- 1978 Rossini's Birthday Party
- 1979 Zwanzig systematische Stimmungsübungen
- 1979 Junior Variationen
- 1979 Music for Flexible Wind
- 1979 Wilhelmina, fanfare, mars en hymne voor harmonie- of fanfareorkest
- 1980 A Tribute to the Liberators
- 1980 Fünf Intradas voor fanfare-orkest en drums
- 1981 Air für Zwei voor klokkenspeel en harmonieorkest
- 1982 Suite on Greek Love Songs, voor harmonieorkest
- 1985 Interruptions voor harmonieorkest en slagwerk
- 1986 Brilliant Antwerp, voor harmonie- of fanfareorkest
- 1987 Four Characters, voor harmonie- of fanfareorkest

- 1987 Ouverture sportive, voor fanfareorkest
- 1988 Hymn au Vin
- 1988 Variations on Orange and Lemon, voor beiaard en harmonie- of fanfareorkest
- 1989 Rhapsodie from Scotland
- 1989 Sinfonia classica
- 1989 Ouverture 2000, voor harmonie- of fanfareorkest
- 1990 Petite Ouverture dansante
- 1990 Suite of Unity
- 1991 I.M.M.S. Mars
- 1993 Music makes Friends
- 1993 Academic Fanfare uit Music for Wageningen
- 1993 Rhapsodie Gelre uit Music for Wageningen
- 1993 Supplication for World Future uit Music for Wageningen voor Kinderstem en harmonieorkest
- 1993 Viva la Musica
- 1993 Suite de Salon
  1. Entrée
  2. Invitation à la danse
  3. Chiaconna
  4. Danse Finale
- 1993 Hebrew Rhapsody
- 1998 Rhapsody fan Fryslân, voor harmonie- of fanfareorkest

### Werken van Ted Huggens
- 1970 Moonliner Rockmarch, voor harmonie- of fanfareorkest
- 1970 New Baroque Suite, voor harmonie- of fanfareorkest
- 1973 Choral and Rock-Out, voor harmonie- of fanfareorkest
- 1973 flirtation
- 1974 Ragtime Suite
  1. Yankee doodle rag
  2. Intermezzo : beautiful janet
  3. Rag of the jolly good fellows
- 1974 Pavane in Blue
- 1974 Fascinating Drums
- 1976 Ballad and Concertant
  1. Ballad
  2. Concertant
- 1977 Song for Lovers
- 1977 Rock Train
- 1978 Treble Concerto
  1. Adagio
  2. Allegro
- 1978 Air Nostalgique voor alt-saxophone en harmonieorkest
- 1978 Reflections on this time
  1. The Exciting New Harmony Band
  2. Blue Air
  3. Fugue A la Mode

- 1978 The Happy Cyclist
- 1978 Give us Peace
- 1980 Airs d'Ambiance
- 1981 Air Poétique voor hoorn en harmonieorkest
- 1981 Scottish Souvenir
- 1981 Der junge Glöckner
- 1981 Fantasie über ein Vesperlied
- 1981 Abschied ohne Worte
- 1982 Interplay for Band
- 1982 New Hymns on old words
- 1982 Sparkling Drums voor slagwerk en harmonieorkest
- 1983 Adagietto for Flute
- 1990 The young Maria
- 1991 Symphonie of Praise
  1. Come, come spirit of life
  2. Nearer my god to thee
  3. Hymn of thanksgiving

- 1992 Six Spirituals
- 1992 High Tea
- 1992 Choral for Trombone and Band
- 1992 Italienische Lustspiel Ouverture
- 1993 Concerto for Pleasure voor Bugel (trompet) en harmonie- of fanfare-orkest 
  1. Allegro Vivace
  2. Blues
  3. Rondo
- 1993 Junior Concerto for Flute and Band
  1. Romance
  2. Rondo
- 1993 A Tribute to Stephen Foster
- Sinfonia classica
  1. Allegro animato
  2. Andante con espressione
  3. Rondo Presto

### Werken van Michel van Delft
- 1970 With Horns and Trumpets voor jachthoornkorps
- 1970 Nicolette voor drumband
- 1970 Dialogue voor tamboerkorps
- 1972 Serenade for Michel
- 1972 Rag 2000
- 1976 The Wonderfull Rockmachine
- 1979 Hymn of Friendship
- 1980 Kodomo No Hi (arr.)
- 1981 Music to Move
- 1983 Don't Look That Blue Again
- 1984 Fantasy on the Old Hundredth
- 1984 Easy Tune for the Young Ones

- 1986 Ouverture über einen Spiritual
- 1986 Country Marsch
- 1988 Praise the Lord voor koor en orkest
- 1991 Blue Trumpets
- 1991 Marching Philharmonics
- 1991 Die Zwei Jan Hinneken (voor 2 barytons)
- 1991 Lorelei Paraphrase
- 1991 Triple Trombones
- 1996 Ouverture Aura Lee

### Kamermuziek
- 1950 Canons, voor twee klarinetten
- 1950 Fughetta, voor koperkwartet
- 1967 Variaties over een Vlaams volksliedje, voor koperkwartet
- 1969 Capriccio, voor blokfluiten
- 1969 Miniconcert, voor posthoorn en koperkwartet
- 1969 Muziek voor jonge blazers
- Chorale prélude, voor hoornkwartet
- Music, voor hoorn en slagwerk (vibrafoon, temple blocks, marimba, bongo's, pauken, hihat, conga's, glockenspiel)

### Werken voor accordeon
- 1970 Drie rapsodische miniaturen, voor accordeonorkest
- 1975 Diverse stukken, voor accordeon
- Three Folk Sketches, voor accordeonorkest
- 1982 Sinfonia alla Barocco, voor accordeonorkest

### Werken voor tokkelinstrumenten
- 1967 Tweede Rapsodie uit de Lage Landen, voor mandolineorkest
- 1977 Vastenavendmuziek,voor mandolineorkest

### Filmmuziek
- 1964 Acqua di Roma
- 1966 Vluchtelingenfilm
- 1967 Korps Mariniers

## Publicaties
- 1983 100 Dirigeeroefeningen
- 1989 Woordenboek voor de blaasmuziek
- 1991 Handleiding voor het dirigeren - Anleitung zum Dirigieren
- 1992 Inleiding tot het dirigeren en de scholing van blaasorkesten, Wormerveer, 1992, 110 p.

## Media
- Pavane In Blue op Youtube